# UCI ProSeries
De UCI ProSeries is sinds 2020 een internationale wielercompetitie georganiseerd door de UCI. In december 2018 kondigde de UCI hervormingen aan. De UCI ProSeries was hier een van de nieuwigheden van. De ProSeries werd na de UCI World Tour de belangrijkste wielercompetitie. De meeste wedstrijden die opgenomen zijn in de competitie zijn de oorspronkelijk grootste wedstrijden uit de UCI Continentale circuits.

## Deelname
Aan de wedstrijden mogen zowel WorldTeams, ProTeams, continentale teams, professionele teams in het veldrijden als nationale teams deelnemen.
| Continent                   | Deelnemende ploegen |
| --------------------------- | --- |
| Europa                      | UCI World Tourteams (max. 70 %) UCI ProTeams UCI continentale teams van het gastland buitenlandse UCI continentale teams (max. 2) UCI professionele teams veldrijden van het gastland nationaal team gastland |
| Afrika Amerika Azië Oceanië | UCI World Tourteams (max. 65 %) UCI ProTeams UCI continentale teams UCI professionele teams veldrijden nationale teams                                                                                        |

## Wedstrijden
| Wedstrijd                                    | Jaren                  |                            |
| -------------------------------------------- | ---------------------- | -------------------------- |
| Ronde van Valencia                           | 2020-2025              |                            |
| Figueira Champions Classic                   | 2024-2025              |                            |
| Ronde van Oman                               | 2020-2025              | 2020, 2021: afgelast       |
| Clásica de Almería                           | 2020-2025              |                            |
| Ronde van de Algarve                         | 2020-2025              |                            |
| Ruta del Sol                                 | 2020-2025              |                            |
| Faun-Ardèche Classic                         | 2020-2025              |                            |
| Faun Drôme Classic                           | 2020-2025              |                            |
| Kuurne-Brussel-Kuurne                        | 2020-2025              |                            |
| Trofeo Laigueglia                            | 2020-2025              |                            |
| Milaan-Turijn                                | 2020-2025              |                            |
| Nokere Koerse                                | 2020-2025              | 2020: afgelast             |
| GP Denain                                    | 2020-2025              | 2020: afgelast             |
| Bredene Koksijde Classic                     | 2020-2025              | 2020: afgelast             |
| Grote Prijs Miguel Indurain                  | 2020-2025              | 2020: afgelast             |
| Ronde van Hainan                             | 2020, 2022, 2023, 2025 | 2020, 2022, 2023: afgelast |
| Scheldeprijs                                 | 2020-2025              |                            |
| Brabantse Pijl                               | 2020-2025              |                            |
| Ronde van Turkije                            | 2020-2022, 2025        | 2020: afgelast             |
| Ronde van de Alpen                           | 2020-2025              | 2020: afgelast             |
| Grote Prijs van Plumelec                     | 2020-2025              | 2020: afgelast             |
| Tro Bro Léon                                 | 2020-2025              | 2020: afgelast             |
| Ronde van Hongarije                          | 2023-2025              |                            |
| Klassiek Duinkerke-GP van de Hauts-de-France | 2025                   |                            |
| Vierdaagse van Duinkerke                     | 2020-2025              | 2020, 2021: afgelast       |
| Veenendaal-Veenendaal                        | 2025                   | 2025: afgelast             |
| Boucles de la Mayenne                        | 2020-2025              | 2020: afgelast             |
| Ronde van Noorwegen                          | 2020-2025              | 2020: afgelast             |
| Circuit Franco-Belge                         | 2020-2025              | 2020: afgelast             |
| Brussels Cycling Classic                     | 2020, 2022-2025        |                            |
| Dwars door het Hageland                      | 2020, 2022-2025        |                            |
| Mont Ventoux Dénivelé Challenge              | 2023, 2025             |                            |
| Ronde van België                             | 2020-2025              | 2020: afgelast             |
| Ronde van Slovenië                           | 2020-2025              | 2020: afgelast             |
| Ronde van het Qinghaimeer                    | 2020, 2023-2025        | 2020: afgelast             |
| Ronde van Wallonië                           | 2020-2025              |                            |
| Arctic Race of Norway                        | 2020-2025              | 2020: afgelast             |
| Ronde van Burgos                             | 2020-2025              |                            |
| Ronde van Denemarken                         | 2020-2025              | 2020: afgelast             |
| Ronde van Duitsland                          | 2020-2025              | 2020: afgelast             |
| Maryland Cycling Classic                     | 2020-2025              | 2020, 2021: afgelast       |
| Ronde van Groot-Brittannië                   | 2020-2025              | 2020, 2024: afgelast       |
| GP Fourmies                                  | 2020-2025              | 2020: afgelast             |
| GP Industria & Artigianato-Larciano          | 2020-2025              | 2020: afgelast             |
| Coppa Sabatini                               | 2020-2025              |                            |
| Grote Prijs van Wallonië                     | 2020-2025              | 2020: afgelast             |
| Ronde van Luxemburg                          | 2020-2025              |                            |
| Super 8 Classic                              | 2020-2025              | 2020: afgelast             |
| Ronde van Langkawi                           | 2020-2025              | 2021: afgelast             |
| Ronde van het Münsterland                    | 2020-2025              | 2020: afgelast             |
| Ronde van Emilia                             | 2020-2025              |                            |
| Parijs-Tours                                 | 2020-2025              |                            |
| Coppa Bernocchi                              | 2020-2025              | 2020: afgelast             |
| Ronde van de Drie Valleien                   | 2020-2025              | 2020: afgelast             |
| Ronde van Piemonte                           | 2020-2025              |                            |
| Ronde van het Taihu-meer                     | 2020-2025              | 2020, 2021, 2022: afgelast |
| Ronde van Veneto                             | 2023-2025              |                            |
| Japan Cup                                    | 2020-2025              | 2020, 2021: afgelast       |
| Veneto Classic                               | 2023-2025              |                            |
| Voormalig op kalender                        |                        |                            |
| Gran Trittico Lombardo                       | 2020                   | eenmalig *                 |
| Ronde van Oostenrijk                         | 2020-2021              | 2020, 2021: afgelast       |
| Ronde van Yorkshire                          | 2020-2021              | 2020, 2021: afgelast       |
| Ronde van de Provence                        | 2020-2022              |                            |
| Ronde van Utah                               | 2020-2022              | 2020, 2021, 2022: afgelast |
| Ronde van San Juan                           | 2020-2023              | 2021, 2022: afgelast       |
| ZLM Tour                                     | 2020-2023              | 2020, 2021: afgelast       |

* eenmalige wedstrijd; toegevoegd op de aangepaste wielerkalender

## Punten
Onderstaande tabel geeft een overzicht van de te vergeven punten voor de UCI Wereld Ranglijst in bovenstaande wedstrijden.
| Positie | Eindklassement | Rittenklassement | Dragen van de leiderstrui |
| ------- | -------------- | ---------------- | ------------------------- |
| 1       | 200            | 20               | 5                         |
| 2       | 150            | 10               |                           |
| 3       | 125            | 5                |                           |
| 4       | 100            |                  |                           |
| 5       | 85             |                  |                           |
| 6       | 70             |                  |                           |
| 7       | 60             |                  |                           |
| 8       | 50             |                  |                           |
| 9       | 40             |                  |                           |
| 10      | 35             |                  |                           |
| 11      | 30             |                  |                           |
| 12      | 25             |                  |                           |
| 13      | 20             |                  |                           |
| 14      | 15             |                  |                           |
| 15      | 10             |                  |                           |
| 16-30   | 5              |                  |                           |
| 31-40   | 3              |                  |                           |